# Bulbophyllum bolivianum
Bulbophyllum bolivianum är en orkidéart som beskrevs av Rudolf Schlechter. Bulbophyllum bolivianum ingår i släktet Bulbophyllum och familjen orkidéer.
Artens utbredningsområde är Bolivia. Inga underarter finns listade i Catalogue of Life.